# Bessie Jones
Bessie Jones, nata Mary Elizabeth Jones (Smithville, 8 febbraio 1902 – Brunswick, 17 luglio 1984), è stata una cantante statunitense, indicata come una delle figure più importanti del gospel e del folk del proprio Paese, in quanto portò numerose canzoni della tradizione, nonché storie e giochi, all'attenzione di un vasto pubblico.
Alan Lomax, che la incontrò per la prima volta in un field recording nel 1959, disse: "Era vivamente appassionata nell'insegnare all'America. Nel mio cuore, la chiamo la Madre Coraggio delle tradizioni dell'Afro-America".

## Biografia
Jones è cresciuta in una famiglia povera ma dotata di talento musicale nella piccola comunità agricola nera di Dawson, in Georgia. Suo nonno, un ex schiavo nato in Africa, le insegnò molte canzoni che cantava nei campi. Jones frequentò la scuola fino all'età di 10 anni, si sposò ed ebbe il primo figlio a soli 12 anni. Il suo primo marito, Cassio, morì pochi anni dopo. Nel 1924, Jones lasciò la figlia di 10 anni con i parenti e si recò in Florida, dove fece lavori saltuari e giocò a carte. Alla fine si stabilì con il suo secondo marito sull'isola di St. Simons, dove si unì ai "Georgia Sea Island Singers".
Jones sentì il bisogno di preservare la storia afroamericana attraverso il canto e la danza, e nel 1961 si recò a New York City in modo che Lomax potesse registrare la sua biografia e il suo corpo musicale. Le registrazioni sono conservate nell'archivio Alan Lomax.  Lei e i "Georgia Sea Island Singers" fecero numerose tournée negli anni '60, cantando alla Carnegie Hall, a Central Park, ai festival folklife dello Smithsonian Institution, al Newport Folk Festival e al Monterey Folk Festival dal 18 al 19 maggio 1963. Ricevette molti dei primi riconoscimenti della musica popolare, incluso un National Endowment for the Arts nel 1982 National Heritage Fellowship e il Duke Ellington Fellowship presso l'Università di Yale.

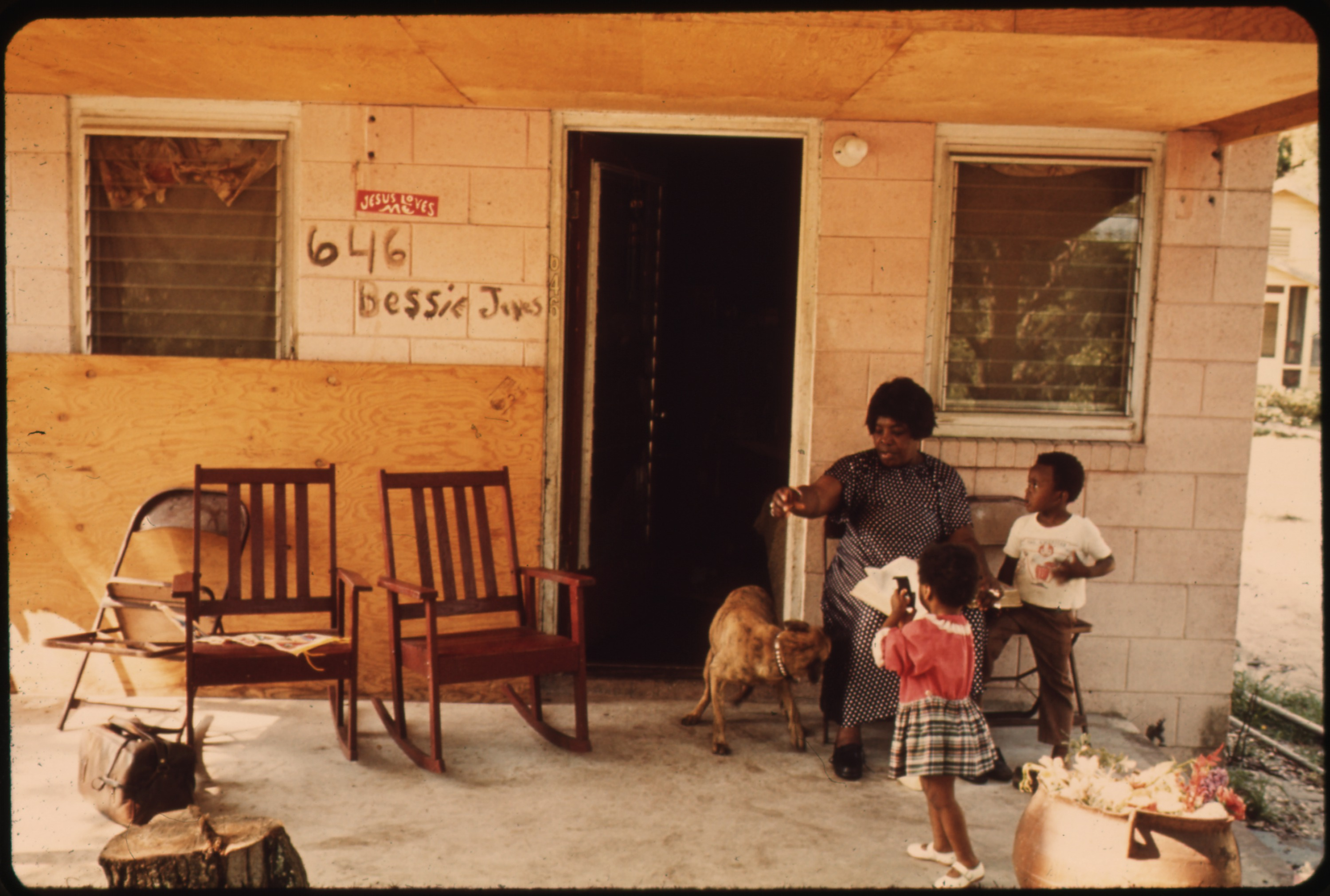
A casa a St. Simons Island, 1973: Bessie Jones e due nipotini

Jones disse a un intervistatore ad Alachua, in Florida, all'inizio degli anni '80, di essere nata a Lacrosse, in Florida (contea di Alachua), quando quella zona era un'area di produzione di olio di tung, ma questa affermazione è stata respinta dai ricercatori Bob Eagle ed Eric LeBlanc.  Jones disse anche che non era andata da un medico dal 1925 e che indossava molti braccialetti di rame che la proteggevano dalle malattie. 
Morì di leucemia nel 1984. È sepolta sull'isola di St. Simon presso l'Union Memorial Cemetery. 
La canzone di Jones del 1960 "Sometimes" è stata campionata nel singolo "Honey" del musicista elettronico americano Moby del 1998, e una cover di Larkin Poe è la traccia di apertura del loro album del 2018 Venom & Faith. La sua canzone del 1977 "Beggin' the Blues" è stata selezionata da Norman Cook per il singolo "Burundi Blues" di Beats International del 1990.

## Discografia parziale
- So Glad I'm Here (Rounder 2015) 1974
- Step It Down (Rounder) 1979
- Put Your Hand On Your Hip, and Let Your Backbone Slip: Songs and Games from the Georgia Sea Islands (Rounder 11587) 2001
- Southern Journey Recordings, V. 13, Earliest Times: Georgia Sea Island: Songs for Everyday Living  (Rounder 1713).
- Southern Journey Recordings, V. 12, Georgia Sea Islands: Songs and Spirituals (Rounder 1712)
- Join the Band: The Georgia Sea Island Singers[10]  (Global Jukebox) 2012
- Get in Union[11] (Tompkins Square) 2015